# 수성구립용학도서관
수성구립용학도서관은 대구광역시 수성구 범물동 소재의 구립 도서관이다.

## 연혁
- 2010년 9월 13일 개관.

## 시설현황
- 지하1층: 시청각실, 보존서고, 전기실
- 1층: 로비, 안내데스크, 전시실, 사무실
- 2층: 어린이자료실, 어린이외국어자료실, 유아자료실, 책놀이터, 책여울
- 3층: 종합자료실, 디지털자료실, 노트북실
- 4층: 디지털 강의실, 문화강의실 1.2.3, 멀티플렉스관
- 5층: 일반열람실, 책마루